# با هم؟
با هم؟ (به انگلیسی: Together?) فیلمی محصول سال ۱۹۷۹ و به کارگردانی آرمنیا بالدوچی است. در این فیلم بازیگرانی همچون جکلین بیسیت، ماکسیمیلیان شل، ترنس استامپ، مونیکا گوئریتوره، پی‌یترو بروندی، فرانچسکا د ساپیو و اومبرتو اورسینی ایفای نقش کرده‌اند.